# Henriette Renié
Henriette Renié   (París, 18 de setembre de 1875 - París, 1 de març de 1956), fou una arpista i compositora francesa coneguda per les seves nombroses composicions i transcripcions originals, a més de codificar un mètode per a l'arpa que encara s'utilitza avui dia. Va ser un prodigi musical que va excel·lir en la interpretació de l'arpa des de jove, avançant a la seva formació ràpidament i rebent diversos premis prestigiosos en la seva joventut. Va ser una instructora excepcional i va contribuir a l'èxit de molts estudiants. Va aconseguir protagonisme com a dona en una època en què la fama era socialment inacceptable per a les dones. La seva devoció per la seva religió, la seva família, els seus estudiants i la seva música ha continuat influint i inspirant els músics durant dècades.

## Primers anys de carrera
Abans dels cinc anys, Henriette tocava el piano amb la seva àvia. Renié es va inspirar per aprendre a tocar l'arpa després que va sentir el seu pare fer un concert a Niça amb Alphonse Hasselmans, un destacat arpista. Ella es va inspirar en la música i va decidir que volia tocar l'arpa sota la instrucció de Hasselmans. Va començar a tocar als vuit anys, però encara era massa petita per arribar als pedals de l'arpa, per la qual cosa son pare va inventar una extensió dels pedals per ajudar-la.:4
El 1885, esdevé estudiant regular al Conservatoire de Paris. Als deu anys, va guanyar el segon premi d'interpretació d'arpa. El públic va votar per unanimitat per donar-li el primer premi, però el director del Conservatori, Ambroise Thomas, va suggerir que no el rebés, ja que això la consideraria professional i ja no podria rebre lliçons al Conservatori.:4 Als onze anys, va guanyar el Premier Prix.:200 La seva actuació al concurs és considerada en gran manera com una de les millors actuacions de la història del Conservatoire.:8 De jove va començar a actuar per a figures destacades com ara la reina Maria Enriqueta de Bèlgica, la princesa Matilde i l'emperador del Brasil.:9 Als dotze anys i després del seu èxit al Conservatoire, estudiants de tot París van començar a buscar-la per rebre classes d'ella, tot i que molts tenien més del doble d'edat.:10
Després de la seva graduació als tretze anys, es va fer una excepció perquè pogués rebre classes d'harmonia al Conservatoire, cosa que normalment no permetien als estudiants menors de catorze anys en harmonia i composició. El 1891 guanyà el Prix de Harmonie i el 1896 guanyà el Prix de Contrepoint Fugue et Composition. Els seus professors Théodore Dubois i Jules Massenet la van animar a compondre, però ella es mostrava reticent a cridar l'atenció; Va amagar Andante Religioso durant sis setmanes abans de mostrar--los-la.:10 Als quinze anys, Renié va donar el seu primer recital en solitari a París.:233

## Darrers anys de carrera
El 1901, Renié va completar el Concert en Do menor que havia començat a compondre mentre estava al Conservatoire. Per consell de Dubois, el va mostrar a Camille Chevillard, que el va programar per a diversos concerts. Va fer avenços en el món de la dona en la música durant aquests concerts quan va rebre el primer aplaudiment dirigit a una dona tant per la seva interpretació com per la seva composició. Aquests concerts van establir Renié, no només com a virtuosa, sinó com a compositora i van ajudar a establir l'arpa com a instrument solista, fet que inspirà altres compositors com Gabriel Pierné, Claude Debussy i Maurice Ravel a escriure per a arpa.:11
El 1903 va compondre una substancial peça per a arpa solista anomenada Légende, inspirada en el poema Les Elfes de Leconte de Lisle. El mateix any, Renié va presentar Marcel Grandjany, d'onze anys, al Conservatoire, però Hasselmans li va negar l'admissió; l'any següent, Grandjany va ser acceptat com a estudiant, però no li va permetre competir. Això va ser degut a la creixent animadversió que Hasselmans tenia per Renié en adonar-se que la seva jove estudiant era cada vegada més gran que ell. Als tretze anys, la primera vegada que se li va permetre entrar a la competició, Grandjany va guanyar el Premier Prix. Després de la seva victòria, va gaudir d'una llarga i reeixida carrera ja que va introduir el mètode Renié als Estats Units a la Juilliard School.:70–71
El 1912, Hasselmans i Renié es van reconciliar; ell va anunciar que físicament no podia ensenyar al Conservatoire i volia que ella ocupés el seu càrrec, tot i que no hi havia professors de sexe femení que impartissin classes instrumentals avançades. Tanmateix, el Conservatoire, com a institució governamental, requeria l'aprovació del Ministeri d'Educació per als seus nomenaments. Durant la Tercera República Francesa, hi havia un moviment per separar església i estat i Renié donava suport verbalment a l'Església Catòlica. Així, no va ser contractada i Marcel Tournier va rebre el càrrec.:78–82 En lloc d'això, va iniciar una competició internacional el 1914, el "Concours Renié".Això incloïa una suma important de diners, juntament amb el premi, i va comptar amb músics notables al jurat al llarg dels anys, inclosos Ravel, Grandjany i Pierné.:15
Durant la Primera Guerra Mundial, Renié va sobreviure donant lliçons i fent concerts benèfics gairebé a la nit, dirigint-se a un fons anomenat "Petite Caisse des Artistes" que donava de forma immediata i anònima a artistes necessitats, fins i tot quan es lliurava una batalla a 90 quilòmetres de París i els Gran Bertha bombardejaven la ciutat.:87–89 Després de la guerra, Arturo Toscanini va oferir a Renié un contracte, que va declinar perquè la salut de la seva mare anava defallint. El 1922, va ser recomanada per a la Legió d'Honor, però va ser rebutjada per les seves creences religioses.
Renié va començar fer enregistraments el 1926 per a Columbia i Odeon. Els seus enregistraments es van esgotar en un termini de tres mesos i les Danses des Lutins van guanyar un Prix du Disque, però les sessions de gravació esgotaven Renié, de manera que es va negar a signar cap contracte nou malgrat el seu èxit. El 1937, Renié va començar a queixar-se al seu diari per la fatiga i l'esforç excessiu; La malaltia la va obligar a ajornar i cancel·lar els concerts, que s'havien convertit en dolorosos i esgotadors.:98–101
Durant la Segona Guerra Mundial, Renié, a petició del seu editor, Alphonse Leduc, va escriure el Méthode Complète de Harpe, que es va convertir en el seu focus principal durant la guerra. En dos volums, es fa un tractament minuciós de la tècnica i de la música de l'arpa. Va ser adoptat per arpistes tan importants com Grandjany, Mildred Dilling i Susann McDonald. Després de l'armistici, diversos estudiants, majoritàriament estatunidencs, van acudir a Renié i van difondre la seva docència als conservatoris del món.:237
Una ciàtica i neuritis greus, així com episodis de bronquitis, pneumònia i infeccions digestives a l'hivern, deixaren Renié gairebé impossibilitada, però va continuar donant lliçons i concerts malgrat l'intens nivell de sedants que prenia.:122 Quan Tournier es va retirar del Conservatoire, després de 35 anys, a Renié se li va oferir la feina, però la va rebutjar, (fent broma) tot dient que era quatre anys més gran que Tournier.:111 Va rebre la Legió d'Honor el 1954. L'any següent, va fer un concert, amb Légende, tot dient que era la darrera vegada que la interpretaria i va morir uns mesos després, el març del 1956, a París, França.:229:123–124

## Vida personal
Quan Henriette era adolescent, la família passava els estius a Étretat, Normandia, i Henriette tenia poques ocasions d'interactuar amb persones de la seva pròpia edat. Hi va haver una atracció mútua envers un dels amics del seu germà, però va decidir que no podia sacrificar el seu art i la seva carrera per viure amb ell. També va rebutjar casar-se amb Henri Rabaud tres anys després. Henriette també va ajudar a promocionar els seus germans, perquè no guanyaven gaire diners a les forces armades.:45–47
A més de donar suport als seus germans com a oficials, va pagar per a ella mateixa una nova arpa. Tanmateix, tot i que econòmicament no anava sobrada, va refusar d'endur-se comissions per les moltes arpes que va triar per als seus estudiants a Érard, i de vegades donava lliçons de franc.:48 Quan era adolescent, Renié treballava constantment i només tenia una amiga, la filla dels Hasselmans, que també va ser la seva alumna.:43 Més tard, es va apropar als Chevillards, especialment a la seva dona gairebé cega, una cantant i una inspiració espiritual per a Renié.:67
Poc abans de la Primera Guerra Mundial, Renié va fer amistat amb la família d'una de les seves estudiants, Marie-Amélie Regnier. Després de guanyar el Premier Prix i haver estat presentada a Théodore Dubois, Marie-Amélie va jurar que Renié seria la padrina del seu primer fill.:84 Durant la guerra, Renié va comprometre el suport econòmic de la família. Acabada la guerra, Marie-Amélie es va casar i va presentar a Renié la seva padrina, i com que el marit de Marie-Amélie, Georges Pignal, era un enginyer que freqüentment s'absentava a causa dels contractes al Marroc, el nen passava més temps amb la seva àvia i la seva padrina que no pas amb els seus pares.:94 El 1923, Renié va ajudar Louise Regnier (la mare de Marie-Amélie) a comprar una porció d'una casa.:93 Se'n va anar a viure amb els Regniers, juntament amb el seu germà François, poc després que la seva mare morís.:93 En 1934, Louise Regnier va morir i va deixar la fillola, Françoise, en mans de la curosa atenció de Renié.:100 De vegades, Renié muntava a la part posterior de la motocicleta de Françoise. Malgrat l'antic agraïment de Marie-Amélie i la generositat de Renié envers la família, l'antiga alumna era una companya de pis hostil, i va tractar de desallotjar els Reniés, però Françoise va lluitar contra la seva família per salvar Renié de la ruïna financera.:113–114
Renié era profundament religiosa i quan la Tercera República intentava separar l'església i l'estat, portava ostentosament una creu d'or per mostrar el seu suport.A causa d'això, el govern va mantenir un fitxer sobre ella, com ho va fer per tots els ciutadans que considerava enemics del règim.:80 Era generalment assertiva amb les seves creences; també va treure cartells propagandístics alemanys malgrat els temors dels seus amics i estudiants.:107

## Llegat
Renié es va mostrar crítica a l'hora de promoure l'arpa de doble acció de Sébastien Érard i va inspirar la creació de l'arpa cromàtica a través d'una queixa informal sobre els pedals a Gustave Lyon, que treballava per a un fabricant d'instruments musicals, incloses les arpes. Irònicament, Renié va exhibir l'arpa rival Érard a l'Exposició Universal de Brussel·les i va ser la causa principal de la seva desaparició.:233
Salvi, el successor d'Érard, va crear una arpa model "Renié" i l'Institut de França va crear un "Premi Henriette Renié de composició musical per a l'arpa".:106 El seu Méthode complète de harpe avui dia és àmpliament utilitzat pels aspirants a arpistes.:121 Va publicar nombroses obres amb grans editorials franceses, que han estat protagonistes del repertori d'arpa per als arpistes del seu llinatge. Obres addicionals poden haver romàs en manuscrit, però s'han perdut.:157–158 A partir del 2018 es podran trobar arxius per a Henriette Renié a l'International Harp Archives a les col·leccions especials de la Biblioteca Harold B. Lee a la Universitat Brigham Young. S'hi inclouen cartes personals i correspondència, programes de concerts, dietaris, documents oficials i objectes personals diversos.

## Obres
- Andante religioso, per a arpa i violí o violoncel (éd. Louis Rouhier)
- Contemplation (1898, éd. H. Lemoine 1902)
- Concert en  ut  per a arpa (1900 éd. Louis Rouhier : Gay & Tenton, successeurs) Dédice : « À mon cher maître Monsieur Alphonse Hasselmans, Professeur de Harpe au Conservatoire National de Musique »
- Légende after Les elfes per Leconte de Lisle (1901, éd. Louis Rouhier 1904)
- Pièce symphonique en tres episodis, per a arpa (1907, éd. Louis Rouhier 1913)
- Ballade fantastique basada en « Le cœur révélateur » d'Edgar Poe, per a arpa solista, 1907
- Scherzo-fantaisie pour harpe (ou piano) et violon (éd. 1910)
- Six pièces pour harpe, 1910
- Danse des Lutins, per a arpa (1911, éd. Gay & Tenton 1912)
- 2e ballade (éd. Louis Rouhier 1912)
- Six pièces brèves, per a arpa (éd. Louis Rouhier 1919)
- Deux pièces symphoniques, pour harpe et orchestre (I. Élégie, II. Danse caprice) (éd. Louis Rouhier 1920)
- Trio per a arpa, violí i violoncel[8]

Arranjaments
- Jacques Bosh, Passacaille : sérénade pour guitare (Lemoine & Fils 1885)
- Théodore Dubois, Ronde des archers (éd. Alphonse Leduc 1890)
- Chabrier, Habanera (Enoch & Cie. 1895)
- Auguste Durand, Première valse, Op. 83 (Durand 1908)
- Bach, Dix pièces (éd. Louis Rouhier 1914)
- Bach, Dix préludes : tirés du clavecin bien tempéré (éd. Louis Rouhier 1920)
- Debussy, En bateau, extrait de la Petite suite (Durand)
- Théodore Dubois, Sorrente (Alphonse Leduc)

Començament de Danse des Lutins

## Discografia
Enregistraments
- Henriette Renié enregistrements inédits, 1927–1955: compositions & transcriptions (1927 and 1955, Association Internationale des Harpistes)
- Henriette Renié, Danse des lutins (78rpm Columbia D 6247 matriu L 382)[10]
- Godefroy, Étude de concert (78rpm Columbia D 6247 matrice L 383)

Altres gravacions
- Trio pour harpe, violon et violoncelle – Œuvres pour harpe seule, Xavier de Maistre, arpa ; Ingolf Turban, violí ; Wen-Sinn Yang, violoncel (1999, "Nouveaux interprètes" Harmonia Mundi HMN911692 / "Musique d'abord")
- Concertos pour harpe français – Xavier de Maistre, arpa ; Staatsorchester Rheinische Philharmonie, dir. Lü Shao-Chia (2002, Claves CD 50-2206)
- Concerto en ut mineur pour harpe et orchestre – Emmanuel Ceysson, Orchestre régional Avignon Provence, dir. Samuel Jean (September 2014, Naïve)
- Henriette Renié, musique de chambre, pel Trio Nuori (2018, Ligia Digital)

## Alumnes notables
- Marcel Grandjany[2]:242
- Mildred Dilling[4]:56
- Susann McDonald[5]:110
- Odette Le Dentu[4]:237